# Sekyere District

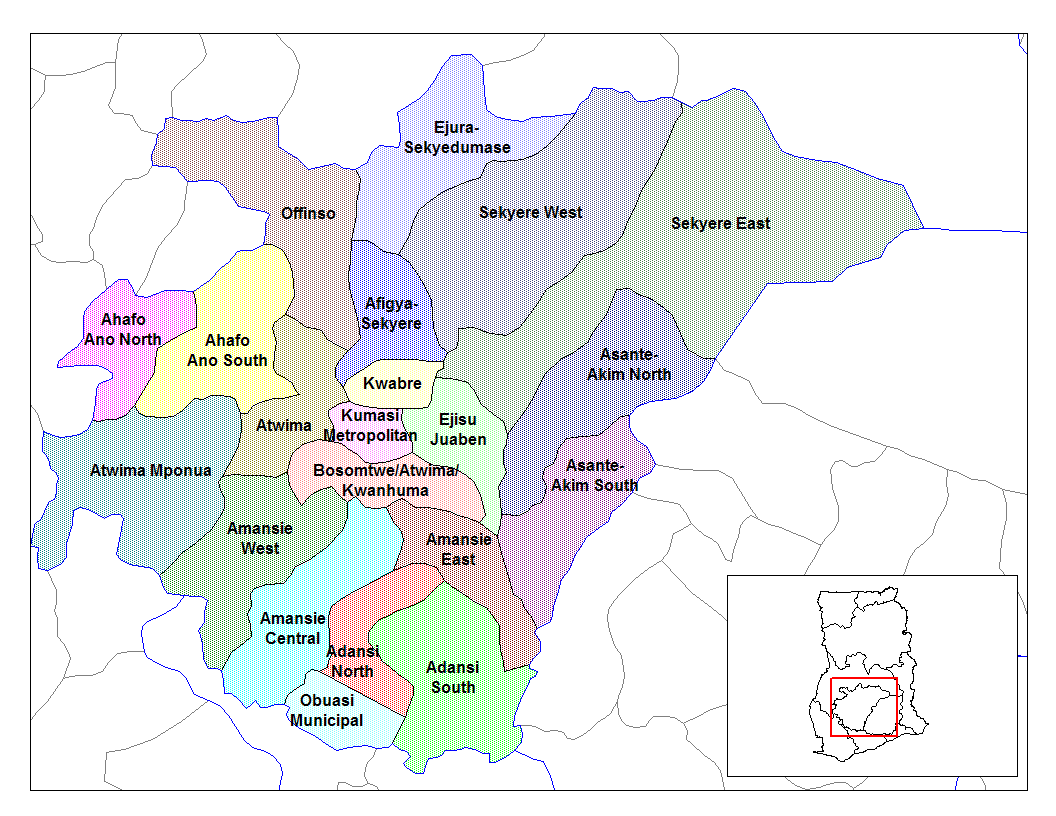
Lage des Distrikts innerhalb der Ashanti Region

Der Seykere District ist ein ehemaliger Distrikt in der Ashanti Region in Ghana. Er wurde im Jahr 1988 durch eine Aufteilung in die Distrikte Sekyere West und Sekyere East aufgelöst.
Der Seykere District hat eine Fläche von 6861 km² und grenzte an die Distrikte Asante Akim North, Ejisu-Juaben, Afigya Sekyere, Ejura/Sekyedumase und Kwabre sowie die Brong-Ahafo Region.